# Szermierka na Igrzyskach Panamerykańskich 1991
Szermierka na Igrzyskach Panamerykańskich 1991 odbywała się w dniach w sierpniu 1991 roku w stolicy Kuby, Hawanie. Zawodnicy obojga płci rywalizowali w dziesięciu konkurencjach.

## Podsumowanie

### Klasyfikacja medalowa
| Klasyfikacja medalowa | Klasyfikacja medalowa | Klasyfikacja medalowa | Klasyfikacja medalowa | Klasyfikacja medalowa | Klasyfikacja medalowa |
| Miejsce               | państwo               | Złoto                 | Srebro                | Brąz                  | Razem                 |
| --------------------- | --------------------- | --------------------- | --------------------- | --------------------- | --------------------- |
| 1                     | Kuba                  | 7                     | 4                     | 1                     | 12                    |
| 2                     | Stany Zjednoczone     | 3                     | 3                     | 4                     | 10                    |
| 3                     | Argentyna             | 0                     | 1                     | 2                     | 3                     |
| 3                     | Meksyk                | 0                     | 1                     | 2                     | 3                     |
| 5                     | Kolumbia              | 0                     | 1                     | 1                     | 2                     |
| 6                     | Kanada                | 0                     | 0                     | 5                     | 5                     |
| Razem                 | Razem                 | 10                    | 10                    | 15                    | 35                    |

### Medaliści

#### Mężczyźni
| 1. miejsce                                                                                   | 2. miejsce                                                                                              | 3. miejsce                                                                                          | Źródło |
| Floret                                                                                       | Floret                                                                                                  | Floret                                                                                              |        |
| -------------------------------------------------------------------------------------------- | --- | --------------------------------------------------------------------------------------------------- | ------ |
| Guillermo Betancourt                                                                         | Elvis Gregory                                                                                           | Nick Bravin Nicolas Bergeron                                                                        | [ 1 ]  |
| Kuba · Guillermo Betancourt · Elvis Gregory · Oscar García · Tulio Díaz · Rolando Tucker     | Stany Zjednoczone · Nick Bravin · Alphonzo Carter · Dean Hinton · Jerome Demarque · Jack Tichacek       | Kanada · Nicholas Bergeron · Benoît Giasson · Dan Nowosielski                                       | [ 2 ]  |
| Szpada                                                                                       | | |        |
| Lázaro Castro                                                                                | Jon Normile                                                                                             | Dan Nowosielski Juan Miguel Paz                                                                     | [ 3 ]  |
| Kuba · Lázaro Castro · César Aguilera · Miguel de la Rosa · Iván Trevejo · Camilo Boris      | Kolumbia · Mauricio Rivas · Juan Miguel Paz · Oscar Arango · Nelson Ruiz · William González             | Stany Zjednoczone · Robert Marx · Jon Normile · Joseph Socolof · Chris O’Loughlin · James Carpenter | [ 4 ]  |
| Szabla                                                                                       | | |        |
| Steve Mormando                                                                               | Alexis Leiva                                                                                            | Michael Lofton Jean-Paul Banos                                                                      | [ 5 ]  |
| Kuba · Agustín García · Pedro Pablo Cabezas · Alexis Leiva · Geovano Pérez · Arístides Faure | Stany Zjednoczone · Peter Westbrook · Steve Mormando · Michael Lofton · John Friedberg · David Stollman | Kanada · Jean-Paul Banos · Jean-Marie Banos · Bruno Deschênes · Tony Plourde · Evens Gravel         | [ 6 ]  |

#### Kobiety
| 1. miejsce                                                                                         | 2. miejsce                                                                                     | 3. miejsce                                                                                           | Źródło |
| Floret                                                                                             | Floret                                                                                         | Floret                                                                                               |        |
| -------------------------------------------------------------------------------------------------- | ---------------------------------------------------------------------------------------------- | --- | ------ |
| Caridad Estrada                                                                                    | Sandra Giancola                                                                                | Bárbara Hernández Caitlin Bilodeaux                                                                  | [ 7 ]  |
| Stany Zjednoczone · Caitlin Bilodeaux · Sharon Monplaisir · Molly Sullivan · Ann Marsh · Jane Hall | Kuba · Bárbara Hernández · Caridad Estrada · Maylia Acuña · Migsey Dussú · Mirayda García      | Argentyna · Andrea Chiuchich · Sandra Giancola · Yanina Iannuzzi · María Laura Lede                  | [ 8 ]  |
| Szpada                                                                                             |                                                                                                | |        |
| Taymi Chappé                                                                                       | Angélica Dueñas                                                                                | Yolitzin Martínez Sandra Giancola                                                                    | [ 9 ]  |
| Stany Zjednoczone · Margo Miller · Donna Stone · Elaine Cheris · Laurel Skillman · Cathy McClellan | Kuba · Dianicelys Marín · Iliana Duarte · Taymi Chappé · Yamila Figueroa · Antonia Maria Pérez | Meksyk · Josefa Zapata · Lourdes Roldán · Yolitzin Martínez · María de los Ángeles · Angélica Dueñas | [ 10 ] |